# Haus der Sonne
Haus der Sonne (jap. たいようのいえ, Taiyō no Ie) ist eine Manga-Serie von Taamo, die von 2010 bis 2015 in Japan erschien. Sie ist in die Genres Romantik und Shōjo einzuordnen und wurde ins Deutsche und Chinesische übersetzt.

## Inhalt
Als Kind kam Mao Motomiya schon nicht gut mit ihren Eltern zurecht und war lieber bei den Nachbarn, den Nakamuras, die viele Kinder hatten. Hier konnte sie immer spielen und hatte viel Spaß. Als sich Maos Eltern scheiden lassen, ist sie noch viel lieber bei den Nachbarn als zu Hause. Doch eines Tages sterben beide Eltern und die Kinder der Nakamuras ziehen zu Verwandten. Nur Hiro, der älteste, bleibt im Haus. Und Maos Vater, bei dem sie lebt, findet eine neue Frau, die auch ihre Tochter mit in den Haushalt bringt. Die 17-jährige Mao hält es bald zu Hause nicht mehr aus, als Hiro sie einlädt, bei ihm zu wohnen. Sie nimmt die Einladung an und wird sogar von ihrem Vater unterstützt, doch gestaltet sich das Leben mit dem sieben Jahre älteren konfliktreicher als gedacht. Trotzdem ist ihr die gemeinsame Haushaltsführung mit Hiro lieber als das aneinander vorbei leben bei ihrem Vater und bald stellen auch ihre Mitschüler positive Veränderungen von Maos Verhalten fest. Schließlich müssen sich beide ihren Gefühlen füreinander stellen.

## Veröffentlichung
Die Serie erschien erstmals im Magazin Dessert vom 24. April 2010 (Ausgabe 6/2010) bis 24. Januar 2015 (Ausgabe 3/2015). Der Verlag Kodansha brachte die Kapitel auch in 13 Sammelbänden (Tankōbon) heraus. Nach dem letzten Kapitel im Januar 2015 folgte eine Miniserie mit zwei Zusatzkapiteln, die sich um die Nebenfigur Sugimoto drehen. Außerdem war den Sammelbänden 6 und 7 ein zweiteiliges Hörspiel auf CD beigelegt.
Eine deutsche Übersetzung erschien von September 2016 bis September 2018 bei Tokyopop mit allen 13 Bänden. Ever Glory Publishing veröffentlicht die Serie in Taiwan, Pika Édition in Frankreich und Kodansha selbst in den USA.

## Rezeption
Der 13. Band der Serie verkaufte sich in der ersten Woche nach Erscheinen im Juni 2015 fast 50.000 Mal. Bereits 2014 war die Serie mit dem Kōdansha-Manga-Preis in der Kategorie „Shōjo“ ausgezeichnet worden.